# دانيال ليجراند
دانيال ليجراند هو فاعل خير سويسري، ولد في 28 نوفمبر 1783 في بازل في سويسرا، وتوفي في 16 مارس 1859 في فوداي في فرنسا.